# Malabár papagáj
A malabár papagáj (Nicopsitta columboides), korábbi nevén galambpapagáj, a madarak osztályának a papagájalakúak (Psittaciformes) rendjébe, ezen belül a szakállaspapagáj-félék (Psittaculidae) családjába tartozó faj.

## Rendszerezése
A fajt Nicholas Aylward Vigors ír politikus és zoológus írta le 1830-ban, a Palaeornis nembe Palaeornis columboides néven. Egyes források a Psittacula nembe sorolják Psittacula columboides néven.

## Előfordulása
Ázsiában, India délnyugati részén honos. Természetes élőhelyei a  szubtrópusi és trópusi síkvidéki esőerdők és cserjések, valamint másodlagos erdők és szántóföldek. Nomád faj.

## Megjelenése
Testhossza 38 centiméter. Feje kékesszürke, egy fekete és egy türkizkék gallért visel. Hosszú és keskeny farka van.

## Életmódja
Kis csapatokban keresgéli rügyekből, gyümölcsökből, virágporból és nektárból álló táplálékát.

## Szaporodása
Magas fák üregeibe vagy ágaira készíti fészkét.

## Természetvédelmi helyzete
Az elterjedési területe nem nagy, egyedszáma viszont stabil. A Természetvédelmi Világszövetség Vörös listáján nem fenyegetett fajként szerepel.